# Таллинское городское собрание
Городское собрание Таллина (эст. Tallinna Linnavolikogu) является представительным органом Таллинского муниципалитета, избираемым постоянными жителями данного местного самоуправления, достигшими 16 лет (включая лиц без гражданства и граждан других стран).

## Полномочия
Согласно уставу города Таллина к ведению городского собрания относятся следующие вопросы:
- принятие и изменение городского бюджета, утверждение годового экономического отчёта города
- назначение аудитора
- установление и отмена предусмотренных законом местных налогов, а также льгот при их уплате
- установление порядка оказания финансируемых из городского бюджета услуг и предоставления пособий
- установление порядка управления городской собственностью
- принятие и изменение программы развития города
- утверждение и изменение устава Таллина
- образование и ликвидация частей города, установление полномочий части города и утверждение её устава
- избрание мэра города
- утверждение структуры городской управы, утверждение в должности и освобождение от должности её членов
- установление заработной платы мэру Таллина и членам городской управы
- избрание кандидатов в народные судьи Харьюского уездного суда
- избрание представителя города в коллегию выборщиков для избрания Президента Республики
- утверждение различных городских предписаний (регламентов)

Более подробный список установлен уставом Таллина и законом об организации местного самоуправления.

## Действующий состав городского собрания[2]
В состав действующего собрания входит 79 членов, которые были избраны в ходе муниципальных выборов 15 октября 2017 года явка составила 64,09 % от имевших право голоса постоянных жителей города. По результатам выборов правящая в столице (но находящаяся в оппозиции на государственном уровне) Центристская партия упрочила своё большинство в муниципальном собрании на два голоса (по сравнению с 44 голосами в предыдущем составе). Центристы получили 52,6% голосов, Отечество и республика - 19,1% , Реформисты - 10,6% , СДП - 9,9%. Данное количество голосов является достаточным для управления городом без привлечения других партий. Беспрецедентным для Эстонии фактом является вхождение в данный состав городского собрания первого чернокожего депутата — живущего в Эстонии британского журналиста Абдула Хамида Турая (англ. Abdul Hamid Turay).

26 марта 2024 года Таллиннское горсобрание выразило недоверие председателю Центристской партии Михаилу Кылварту. За день до этого соцдемы покинули коалицию, в которой были центристы. Начала формироваться новая коалиция, в которую вошли СДП, Партия реформ, Eesti 200 и Отесчество. Евгения Осиновского выбрали мэром Таллинна по итогам третьего тура голосования. До избрания Осиновского исполняющим обязанности мэра была социал-демократ Мадле Липпус.